# Videomatch
El Show de Videomatch war eine Humorsendung im argentinischen Fernsehen, die zwischen 1990 und 2004 ausgestrahlt wurde. 2005 änderte sie ihren Namen in Showmatch um, verbunden mit einer deutlichen Änderung des Konzepts.

## Beschreibung
Videomatch begann im Jahr 1990 als Sportsendung im Programm von Telefe. Wegen Erfolglosigkeit wurde jedoch noch im selben Jahr das Konzept vollkommen umgekrempelt. Das Moderatorenteam hatte bemerkt, dass die erfolgreichsten Abschnitte diejenigen waren, in denen Sportvideos von niedriger Qualität mit ironischen Kommentaren präsentiert wurden. So wurde die Sendung ab 1991 in ein Humorformat umgewandelt, worauf die Quoten bald stark anstiegen und die Show zu einer der erfolgreichsten Sendungen Argentiniens wurde.
Das Konzept der Show umfasste Versteckte Kamera sowie diverse Parodien auf das politische Leben sowie das Showbusiness Argentiniens, die oft in Form von Musikbeiträgen gezeigt wurden. Auch humoristische Sportsegmente blieben in der Anfangszeit bestehen, verloren dann aber an Bedeutung. Moderiert wird sie seit dem Beginn von Marcelo Tinelli.
1998 gewann Tinelli für seine Arbeit in der Show den Rundfunkpreis Martín Fierro de Oro. Bis 2004 wurde sie, von kurzen Unterbrechungen abgesehen, weiterhin in Telefe gesendet und hatte im Normalfall gute Quotenwerte. 2005 kam es jedoch zu einem Streit zwischen Tinelli und den Programmdirektoren von Telefe. Als Konsequenz zog die Show zu Canal 9 um und änderte ihren Namen in Showmatch. Auch das Konzept wurde stark abgeändert, statt Humor wurden nun hauptsächlich Wettbewerbe (zunächst diverse, dann punktuellere, wie Tanz-, Gesangs- und Eiskunstlaufwettbewerbe) präsentiert. 
Besonders der Tanzwettbewerb Bailando por un Sueño, der 2006, nach einem erneuten Senderwechsel zu Canal 13 eingeführt wurde und eine humoristische Adaption des britischen Spielshow-Formats Strictly Come Dancing war, wurde zu einem großen Quotenerfolg.